# جغرافیای طبیعی و اقلیمی استان هرمزگان
بخش عمده‌ای از مساحت استان هرمزگان را مناطق کوهستانی در برگرفته‌اند و کوه‌های این منطقه ادامه رشته کوه‌های زاگرس اند که به تدریج از شمال شرقی به جنوب شرقی امتداد می‌یابند. ادامه این رشته همراه با کاهش ارتفاع، به تپه ماهورهای آهکی، گچی و شنی منتهی شده و به زمین‌های پست ساحلی خلیج فارس و دریای مکران متصل می‌گردد. این ناحیه پست ساحلی، در اطراف تنگه هرمز وسعت بیشتری یافته، و شرایط مساعدی برای کشاورزی و صیفی به وجود آورده‌است.
با توجه به مشخصات اقلیمی و استقرار استان هرمزگان در منطقه فوق حاره‌ای، گرمی هوا مهم‌ترین پدیده مشهود اقلیمی آن است. استان هرمزگان از مناطق شرجی و گرم ایران است و اقلیم آن تحت تأثیر آب ومیان  نیمه بیابانی و بیابانی قرار دارد. هوای نوار ساحلی در تابستان‌ها بسیار گرم و مرطوب است و گاهی نیز دمای آن از ۵۲ درجه سانتیگراد تجاوز می‌کند. دمای متوسط سالانه این منطقه در حدود ۲۷ درجه سانتیگراد است.
از ویژگی‌های آب و هوایی استان هرمزگان، یک فصل طولانی گرم و یک فصل کوتاه خنک است. فصل گرم همراه با هوای شرجی ۹ ماه به درازا می‌کشد. فصل تابستان از اوایل اسفند ماه شروع می‌شود، هوا رفته رفته رو به گرمی می‌رود تااینکه گرما در ماه‌های تیر و مرداد به اوج خود می‌رسد. فصل خنک آن همراه با خشکی نسبی هوا در حدود سه ماه طول می‌کشد. این فصل از اوایل آذرماه شروع می‌شود و تحت تأثیر توده‌های هوای خنک غربی قرار می‌گیرد. دمای هوای این استان در سردترین شبهای سال به ندرت به صفر درجه می‌رسد و در روزهای زمستانی دمای آن معمولاً از ده درجه سانتی گراد بالای صفر پایین‌تر نمی‌آید.
آب و هوای این استان همانند آب وهوای نواحی بیابانی است و میزان بارش‌های جوی آن نیز فوق‌العاده اندک می‌باشد. در این منطقه، در حدود نه ماه از سال بارندگی مهمی صورت نمی‌گیرد و قسمت عمده بارندگی آن نیز در یک یا دو نوبت بوقوع می‌پیوندد. در همان موارد اندک هم بارندگی آن اغلب مانند بارانهای بهاری سیل آسا است وخسارات فراوانی به بار می‌آورد. میزان رطوبت نسبی در سواحل خلیج فارس عمدتاً بالا است و بین ۲۰ تا ۱۰۰ درصد نوسان دارد.

## مهم‌ترین بادهای استان هرمزگان
مهم‌ترین بادهایی که در این استان می‌وزند عبارت‌اند از:
- باد سهیلی
- باد شمالی
- باد نشی (نعشی)
- باد غربی
- باد شرجی یا (باد شرقی)
- باد قوس (کوش)
- باد لوار (تش باد) یا (آتش باد)
- باد بحری یا (باد شمال غربی)